# A Pontenova

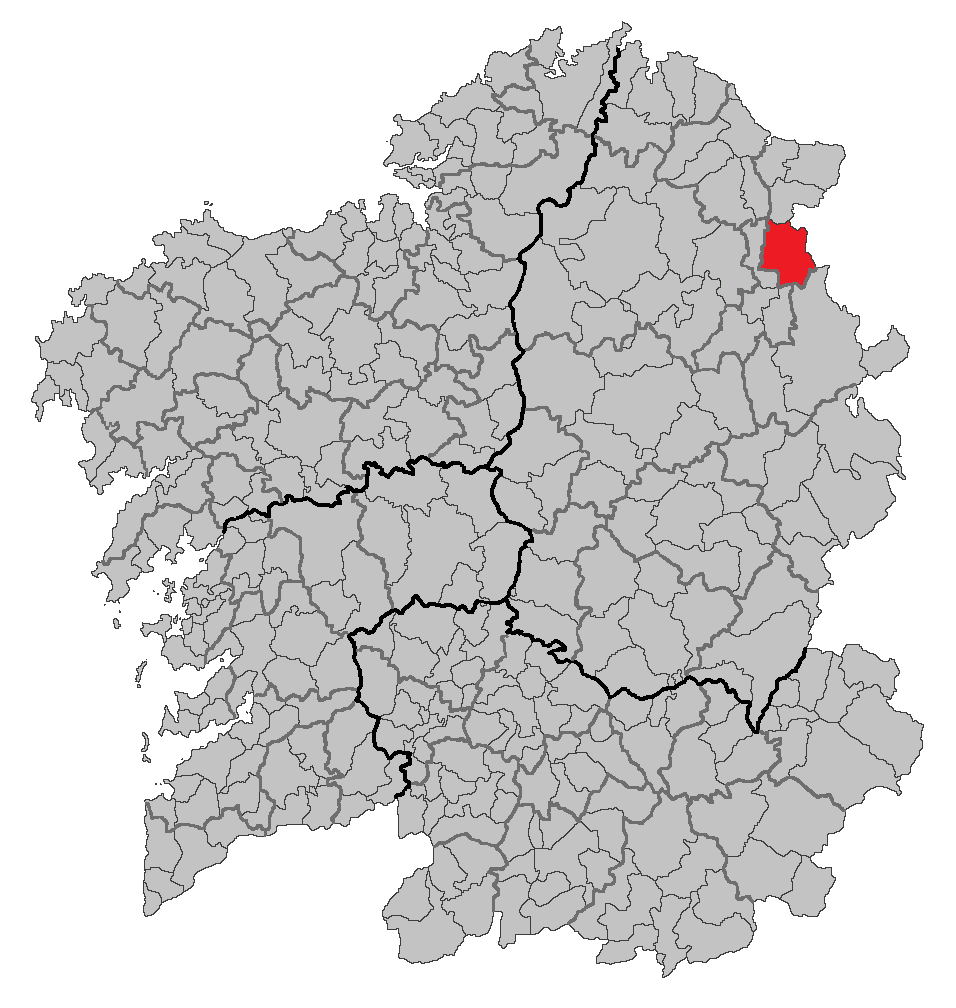
A Pontenova, Lugo, Galizia

A Pontenova è un comune spagnolo di 3 238 abitanti situato nella comunità autonoma della Galizia.